# L'erede del Beato
L'erede del Beato è un romanzo di Angelo Fiore.
L'erede del Beato è l'ultimo e più complesso romanzo di Angelo Fiore. Il libro narra di Andrea Bernava e del figlio Pietro e copre un arco di tempo che va dalla epoca guglielmina, fino agli anni dell'occupazione alleata in Sicilia. Ruota intorno alla vicenda di una presunta eredità di un avo di famiglia, il Beato di cui parla il titolo. La vicenda prende ben presto un valore metaforico: questa ambizione (l'eredità) imprigionerà per sempre l'esistenza dei Bernava, allontanandoli di fatto dal realizzare le loro potenzialità. A questo tema se ne aggiungono molti altri, tra cui quella del figlio schiacciato dal padre che vede in lui la realizzazione dei suoi propositi irrealizzati.

## Edizioni
- Angelo Fiore, L'erede del Beato, Mesogea, 2004,  p. 368, ISBN 88-469-2041-4.